# Li Jingxi
Li Jingxi (Hefei, 1857 – Shanghai, 18 settembre 1925) è stato un politico e nobile cinese, ultimo Viceré di Yun-Gui sotto la dinastia Qing dal 1909 al 1911 e in seguito primo ministro della Repubblica nel 1917 come esponente del Partito Progressista.
Era il figlio del terzo fratello di Li Hongzhang, Li Hezhang.